# Cuncos
Els cuncos o puncos eren un poble sedentari, sovint considerats com una parcialitat dels huillitxes, que al seu torn són la branca meridional del poble maputxe. Habitaven al sud de l'actual territori de Xile, en una franja costanera que anava des del sud de Valdivia fins al riu Maullín, incloent-se a vegades sota aquesta denominació als habitants de la porció nord de Chiloé i les illes properes.
Parlaven mapudungun, llengua comuna a tots els pobles del conjunt maputxe. Van desenvolupar l'agricultura, especialitzant-se en el cultiu de la papa i el blat de moro i també practicaven la pesca i la caça. A més, van utilitzar embarcacions de fusta, anomenades dalcas, amb les que recorrien els paratges costaners a la recerca d'aliments, especialment peixos i mariscs.
Després de la rebel·lió maputxe de 1598, van ser el grup més hostil als espanyols assentats a la ciutat d'Osorno, a la qual van posar setge i van aconseguir destruir després que els seus defensors l'abandonessin a 1602. Durant tot el segle xvii, va haver escaramusses entre els cuncos i els espanyols, particularment quan fustigaven als contingents que es desplaçaven entre Valdivia i Chiloé.